# Großholbach
Großholbach település Németországban, Rajna-vidék-Pfalz tartományban. Lakosainak száma 964 fő (2023. december 31.). Großholbach Girod és Montabaur községekkel határos.

## Népesség
A település népességének változása:
| Lakosok száma | 602  | 1002 | 985  | 985  | 978  | 964  |
|               | 1975 | 2017 | 2019 | 2021 | 2022 | 2023 |